# Trio Saint-Exupéry
Pour les articles homonymes, voir Saint-Exupéry (homonymie).
Le Trio Saint-Exupéry est une formation musicale dont les membres sont de trois nationalités différentes : la France, la Suisse, et la Belgique.
Il est composé de Camille Thomas au violoncelle, Béatrice Berrut au piano et Lorenzo Gatto au violon.